# Bryan Hines
Bryan Hines (14. května 1896, Morehead – 10. září 1964, Flagstaff) byl americký zápasník. V roce 1924 vybojoval na olympijských hrách v Paříži bronzovou medaili ve volném stylu v bantamové váze. Ve stejném roce vybojoval titul šampiona AAU. Do Paříže odjížděl s ambicemi na zlatou medaili, ale také s nadváhou. Její shazování ho stálo síly, které mu chyběly v bojích o medaile. Nad jeho síly byli oba finští zápasníci (Pihlajamäki a Mäkinen), za kterými skončil na třetím místě.